# Влахиня (Босния и Герцеговина)
Влахиня (серб. Влахиња / Vlahinja) — село в общине Билеча Республики Сербской Боснии и Герцеговины. Население составляет 12 человек по переписи 2013 года.

## Известные уроженцы
- Папич, Жарко (1920—1944), Народный герой Югославии